# コーネリアス・バーナード・ハギンズ
コーネリアス・バーナード・ハギンズ（英語: Cornelius Bernard Huggins、1974年6月1日 - ）は、セントビンセント・グレナディーンの元サッカー選手、現サッカー指導者。元セントビンセント・グレナディーン代表。現役時代のポジションはDF。

## クラブ歴
1995年にパスチャー・ユナイテッドFCで選手になった後、2003年にヴァージニア・ビーチ・マリナーズを経て2004年8月にケダFAに加入した。ケダFAでは主要な選手として活躍し、マレーシア・スーパーリーグ連覇という快挙の立役者となった。
その後、2008年にバンクーバー・ホワイトキャップスに移籍した。2011年にホープ・インターナショナルFCに加入し、2012年に選手を引退した。

## 代表歴
1995年に代表初出場を果たした。カリビアンカップ1995では決勝に進出したものの、彼もプレイした決勝戦では惜しくもトリニダード・トバゴ代表に敗北した。翌年の1996 CONCACAFゴールドカップにも出場した。FIFAワールドカップ予選には1998年大会予選から2014年大会予選まで5連続、合計25試合に出場した。

## 監督歴
2012年からセントビンセント・グレナディーン代表のアシスタントコーチを務めている。

## タイトル

### クラブ
ケダFA
- マレーシア・スーパーリーグ: 2006-07, 2007-08
- マレーシア・プレミアリーグ: 2005-06
- マレーシアカップ: 2006-07, 2007-08
- ピアラFAマレーシア: 2006-07, 2007-08

### 代表
- カリビアンカップ:

準優勝:1995